# Mausolée de Tangun
Le mausolée de Tangun est un ancien site funéraire situé dans le comté de Kangdong (en) près de Pyongyang, en Corée du Nord. Il est revendiqué par la Corée du Nord comme étant la tombe de Tangun, fondateur légendaire de Gojoseon, le premier royaume coréen.
Une pyramide a été construite au sommet de la tombe en 1994. Le complexe occupe environ 1,8 km² sur le versant du mont Taebak (대박 산). Le complexe est divisé en trois sections principales: la zone des travaux de restauration, la zone des statues en pierre et le site de sépulture. La tombe de Dangun a la forme d'une pyramide à degrés, d'environ 22m de haut et 50m de largeur.
Selon le Samguk Yusa, Gojoseon aurait été fondé en -2333. Les fouilles actuelles, cependant, ont radicalement changé les estimations des historiens nord-coréens à au moins 3000 avant notre ère, faisant du site un endroit datant d'environ 5011 ans (± 267 ans en 1993).

## Contexte
Le leader nord-coréen Kim Il-sung a insisté sur le fait que Dangun n'était pas simplement une légende mais une véritable personne historique. En conséquence, les archéologues nord-coréens ont été contraints de localiser les prétendus restes et la tombe de Dangun.

## Controverse
Un clou trouvé dans le mausolée, datant de la période de Goguryeo (37 av. J.-C. ; 668) a fait l'objet de nombreuses controverses. Cette découverte a ainsi conduit certains historiens nord-coréens à conclure que le mausolée a été découvert et rénové pendant cette période. De nombreux observateurs et historiens en dehors de la Corée du Nord, y compris la Corée du Sud, considèrent que les données et l'interprétation sont compromises par la politique et le nationalisme. La Corée du Nord n'a autorisé aucun test indépendant pour résoudre les questions d'authenticité et de datation.